# Icacinàcies
Les icacinàcies (Icacinaceae) són una família de plantes angiospermes, les plantes amb flors, de l'ordre de les icacinals, dins del clade de les làmides.

## Distribució
Zones de clima subtropical a tropical de tots els continents a més del sud d'Àfrica i el nord-est d'Austràlia.

## Descripció
Arbres arbusts i lianes quasi sempre amb fulles de disposició alternada. Sexualitat amb flors hermafrodites gairebé sempre però també hi ha espècies monoiques o dioiques (això darrer Són arbres, arbusts o lianes quasi sempre amb fulles de disposició alternada. Les flors acostumen a ser hermafrodites però també hi ha espècies monoiques o dioiques. Flors poc vistoses agregades en inflorescències, normalment cimoses o racemoses i fruits normalment en drupa.

## Taxonomia
Aquesta família va ser publicada per primer cop l'any 1851 pel botànic anglès John Miers (1789-1879), a la revista Annals and Magazine of Natural History, including Zoology, Botany, and Geology sota el nom d'Icacineae.

### Gèneres
Dins d'aquesta família es reconeixen 24 gèneres:
- Alsodeiopsis Oliv.
- Casimirella Hassl.
- Cassinopsis Sond.
- Desmostachys Planch. ex Miers
- Hosiea Hemsl. & E.H.Wilson
- Icacina A.Juss.
- Iodes Blume
- Lavigeria Pierre
- Leretia Vell.
- Mappia Jacq.
- Mappianthus Hand.-Mazz.
- Merrilliodendron Kaneh.
- Miquelia Meisn.
- Natsiatopsis Kurz
- Natsiatum Buch.-Ham. ex Arn.
- Phytocrene Wall.
- Pittosporopsis Craib
- Pleurisanthes Baill.
- Pyrenacantha Wight
- Ryticaryum Becc.
- Sarcostigma Wight & Arn.
- Sleumeria Utteridge, Nagam. & Teo
- Stachyanthus Engl.
- Vadensea Jongkind & O.Lachenaud

## Història taxonòmica
A la primera versió del sistema de classificació APG (1998) aquesta família no va ser ubicada dins de cap ordre, era dins el clade anomenat euasterids II. A la segona versió d'aquest sistema de classificació filogenètica, APG II (2003), tampoc no va ser inclosa a cap ordre, però va ser moguda al clade euasterids I. Aquesta situació es va mantenir a la tercera versió, APG III (2009), però canviant el nom del clade, d'euasterids I al de lamiids.
En el sistema Cronquist (1981) aquesta família s'ubicava en l'ordre de les celastrales.